# Fosse Holzappel
Grube Holzappel
La fosse Holzappel (Grube Holzappel en allemand) est une ancienne mine de plomb, de zinc et d'argent située essentiellement à Dörnberg et Laurenburg (elle ne concerne donc peu Holzappel), en Rhénanie-Palatinat, en Allemagne. Exploitée avant le XVIe siècle, peut-être même dès l'antiquité romaine, la mine est connue pour avoir été visitée par Goethe le 23 juillet 1813 et pour avoir été la première mine allemande à avoir dépassé la profondeur de 1 000 mètres.
La mine s'est développée le long de galeries horizontales à partir du XVIe siècle, avant que le fonçage de puits, qui commence en 1844, permette l'extension de l'activité. À sa fermeture, en 1952, la mine descendait à 789 m sous le niveau de la mer, soit une profondeur maximale de 1 077 m. 36 galeries représentant une longueur cumulée de 44 km, ainsi que 17 puits et 8 bures totalisant 4 400 m de hauteur, exploitent 4 failles remplies d'un quartz riche en blende de zinc et en galène argentifère, déposé là par la remontée d'eaux thermales.